# Hedychium coronarium
Lo zenzero a giglio bianco (Hedychium coronarium J.Koenig, 1783) è una pianta della famiglia Zingiberaceae, originaria della regione himalayana del Nepal e dell'India dove è conosciuto come Dolan champa (दोलन चम्पा) in lingua hindi, Takhellei angouba in lingua manipuri, Sontaka in Lingua marathi e Suruli Sugandhi in lingua kannada.

## Descrizione

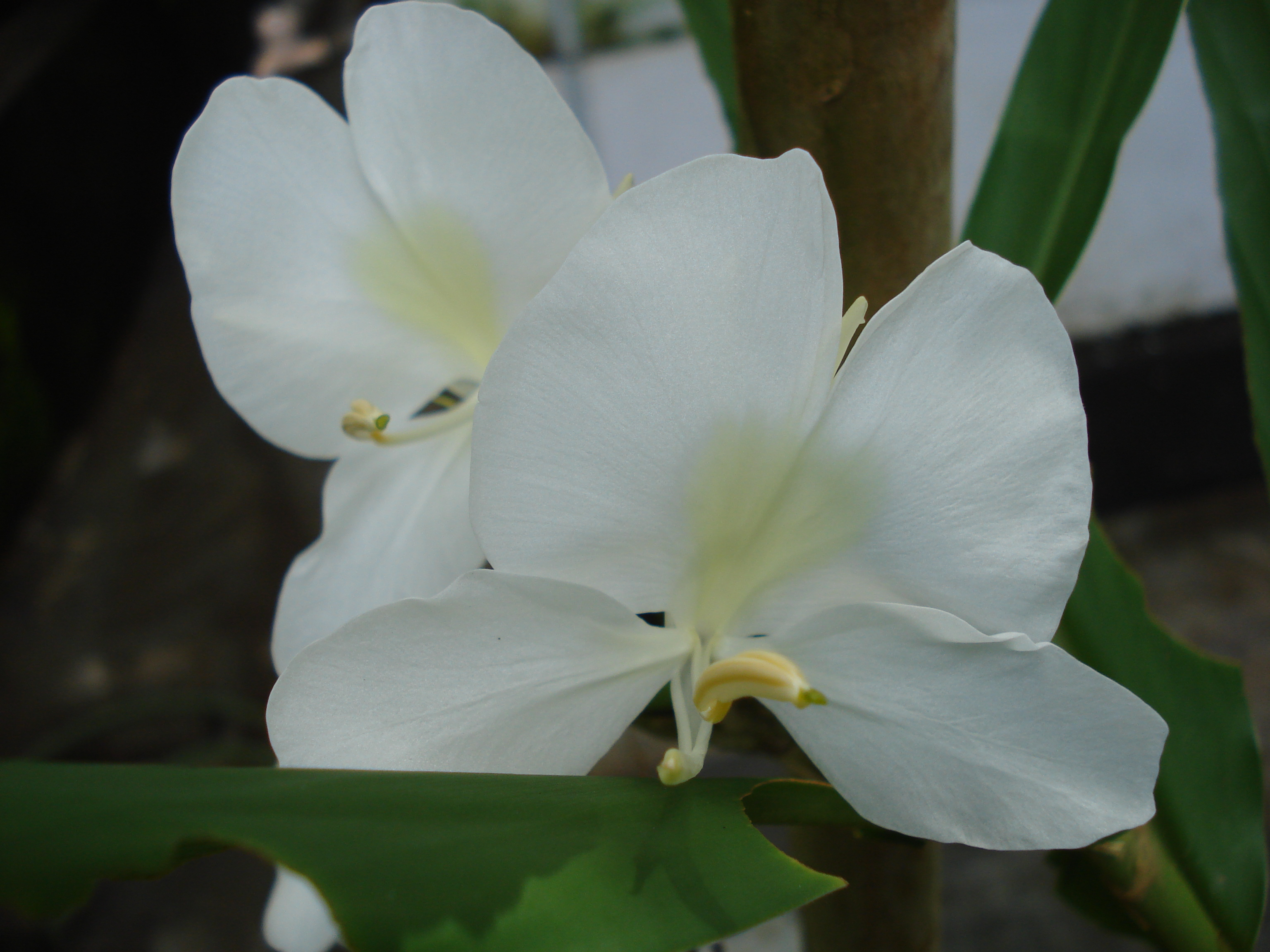
Infiorescenza

## Distribuzione e habitat
In Brasile è stato introdotto nel periodo dello schiavismo dai deportati africani che ne usavano le foglie come materasso ed è oggi talmente comune da essere considerata una pianta infestante.
A Cuba, dove è conosciuto come mariposa (farfalla in lingua spagnola) per i suoi colori e la sua forma, è il fiore nazionale. La specie locale è particolarmente profumata e in epoca coloniale era usata come ornamento dalle donne che, grazie alla particolare struttura della sua infiorescenza, la utilizzarono anche per celare e trasportare messaggi utili alla causa dell'indipendenza. È comune, come pianta domestica, nei giardini degli agricoltori e si trova anche allo stato selvatico sulla Sierra del Rosario nella provincia di Pinar del Río, sulla Sierra de Escambray nella Provincia di Cienfuegos e sulla Sierra Maestra.

## Usi
La sua fragranza solitamente viene estratta per distillazione a vapore.